# Весёлый (Неклиновский район)
Весёлый — хутор в Неклиновском районе Ростовской области России.
Входит в состав Поляковского сельского поселения.

## Население
| 2010 |
| ---- |
| 962  |

## Улицы
| - ул. Дзержинского, - ул. Кирова, - ул. Комарова, - ул. Ленина, - ул. Лётная, | - ул. Миусская, - ул. Морская, - ул. Октябрьская, - ул. Островского, - ул. Партизанская, | - ул. Первомайская, - ул. Пионерская, - ул. Свободы, - ул. Фрунзе, - ул. Чкалова. |